# Видовданско насеље
Видовданско насеље је градска четврт Новог Сада. Налази се на северној обали канала Дунав—Тиса—Дунав.

## Положај насеља
Западну границу Видовданског насеља чини Сентандрејски пут, северну границу чини Приморска улица, источну границу чине улице Темерински пут, Живојина Ћулума и Емануила Јанковића, док јужну границу чини канал Дунав—Тиса—Дунав. Према другом тумачењу источне границе насеља, ову границу чини само Темерински пут и насеље се не протеже до улице Емануила Јанковића.
Суседне градске четврти су: Слана бара (на северу), Мали Београд (на истоку), Салајка (на југу, преко канала) и Клиса (на западу).
У административном смислу, Видовданско насеље је део месне заједнице „Видовданско насеље“, која поред овог насеља обухвата и насеље Мали Београд, насеље Мишин салаш и јужни део насеља Велики рит. Источну границу месне заједнице „Видовданско насеље“ чини пут Нови Сад—Зрењанин.

## Становништво
Према подацима предузећа ЈКП Информатика Нови Сад, на подручју месне заједнице „Видовданско насеље“ живи 5.138 становника (2010. година).  Архивирано на веб-сајту  (3. октобар 2018) Процењује се да само насеље, изузимајући остатак месне заједнице, има око 2.000 становника.

## Историја
На месту данашњег Видовданског насеља била су некада гумна земљорадника са Салајке и Подбаре. После Првог светског рата, када је број житеља у граду нагло растао, градске власти су од 1923. године на овом месту додељивале плацеве за градњу кућа. Становници насеља су имали трамвајску везу са градом.
Године 1926, насеље је страдало у великој поплави, а после подизања насипа овај крај је заштићен од велике воде, па је изградња настављена. Становници су основали Удружење за заштиту од поплаве и унапређење Видовданског Насеља, а 1929. године су подигли камени крст у славу свог заштитника, светог Вида. Пре Другог светског рата је развијан и културни и спортски живот у насељу.
Током НАТО бомбардовања 1999. године, пројектилима су погођене породичне куће на Видовданском Насељу. Један број кућа је том приликом потпуно уништен, а већи број знатно оштећен.

## Карактеристике и привреда насеља
Стамбене зграде, претежно приземне, заузимају јужни и средњи део насеља, а на северу су привредно-пословни објекти са Најлон пијацом као доминантним тржним простором, где се сваке недеље продају аутомобили и разна стара и шверцована роба и где се прве недеље у месецу одржава занатлијско-трговачки и сточни вашар.
Занатство у насељу је оскудно, али има више ауто-механичарских радионица, као и угоститељских објеката. Овде се налази и простор, на којем се стационирају и поправљају возила предузећа ПТТ. „Базар“ има овде свој шопинг центар, а ту је смештена и трговинска радња мешовите робе „Родић“. Мањи део становништва бави се ратарством, сточарством и повртарством.

## Образовање
Пре Другог светског рата овде је подигнута основна школа „Краљ Петар I", а после рата је назив ове школе промењен у „Ђура Јакшић“. У њој се данас налазе истурена одељења клисанске основне школе „Душан Радовић“.

## Саобраћај
Видовданско насеље је са главним делом Новог Сада повезано аутобуским линијама 5, 5Н, 30, 31, 32, 33, 34.